# Ivan Rabb
Ivan Charles Rabb Jr. (Oakland, California, 4 de febrero de 1997) es un baloncestista estadounidense que actualmente se encuentra sin equipo. Con 2,08 metros de estatura, juega en la posición de ala-pívot.

## Trayectoria deportiva

### Primeros años
Jugó sus cuatro años de secundaria en el Bishop O'Dowd High School de su ciudad natal, donde consiguió más de 2.000 puntos y 1.000 rebotes, acabando como el jugador com mejor balance de victorias de la historia del instituto (108-19). En su temporada sénior promedió 24,5 puntos, 16,3 rebotes y 4,5 tapones por partido, llevando a su equipo al título de división estatal. Ese año participó además en el prestigioso McDonald's All-American Game.

### Universidad
En abril de 2015 Rabb anunció vía Twitter que cursaría sus estudios universitarios en la Universidad de California y jugaría baloncesto con los Golden Bears. Jugó dos temporadas, en las que promedió 13,2 puntos, 9,4 rebotes, 1,2 asistencias y 1,1 tapones por partido. En su primera temporada fue incluido en el segundo mejor quinteto de la Pac-12 Conference y en el mejor quinteto de novatos, mientras que al año siguiente aparecería en el mejor quinteto de la conferencia.
Al término de su temporada sophomore anunció su intención de presentarse al Draft de la NBA, renunciando así a dos años más de universidad.

#### Estadísticas
| Año     | Equipo     | PJ | PT | MPP  | %TC  | %3P  | %TL  | RPP  | APP | ROB | TPP | PPP  |
| ------- | ---------- | -- | -- | ---- | ---- | ---- | ---- | ---- | --- | --- | --- | ---- |
| 2015–16 | California | 34 | 34 | 28.7 | .615 | .500 | .669 | 8.5  | .9  | .5  | 1.2 | 12.5 |
| 2016–17 | California | 31 | 30 | 32.6 | .484 | .400 | .663 | 10.5 | 1.4 | .7  | 1.0 | 14.0 |
| Total   | Total      | 65 | 64 | 30.6 | .544 | .409 | .666 | 9.4  | 1.2 | .6  | 1.1 | 13.2 |

### Profesional
Fue elegido en la trigésimo quinta posición del Draft de la NBA de 2017 por los Orlando Magic, pero sus derechos fueron traspasados a los Memphis Grizzlies a cambio de una futura segunda ronda del draft.

## Selección nacional
Fue campeón del Campeonato FIBA Américas Sub-16 de 2013 y del Campeonato Mundial de Baloncesto Sub-17 de 2014 con los seleccionados juveniles de Estados Unidos. 
En febrero de 2020 jugó dos partidos ante Puerto Rico, en el marco del clasificatorio a la FIBA AmeriCup de 2022.

## Estadísticas de su carrera en la NBA

### Temporada regular
| Año     | Equipo  | PJ | PT | MPP  | %TC  | %3P  | %TL  | RPP | APP | ROB | TPP | PPP |
| ------- | ------- | -- | -- | ---- | ---- | ---- | ---- | --- | --- | --- | --- | --- |
| 2017-18 | Memphis | 36 | 5  | 14.3 | .566 | –    | .806 | 4.4 | .9  | .3  | .4  | 5.6 |
| 2018-19 | Memphis | 49 | 13 | 14.7 | .547 | .200 | .710 | 4.2 | 1.1 | .3  | .3  | 5.8 |
| Total   | Total   | 85 | 18 | 14.6 | .555 | .200 | .743 | 4.3 | 1.0 | .3  | .3  | 5.7 |